# Kenyentulus jinjiangensis
Kenyentulus jinjiangensis är en urinsektsart som beskrevs av Yinquiu Tang och Yin 1986. Kenyentulus jinjiangensis ingår i släktet Kenyentulus och familjen lönntrevfotingar. Inga underarter finns listade i Catalogue of Life.